# Ogaminan
Ogaminan – miasto w Nigerii, w stanie Kogi.